# Elektrotehnička škola Tuzla
Elektrotehnička škola u Tuzli je javna mješovita srednja škola koja obrazuje kadrove u elektrotehnici. Nalazi se na adresi Muhameda Hevaija Uskufija 2 u Tuzli.
Osnovana je Odlukom Skupštine općina Tuzla 1970.godine pod nazivom Elektrotehnički školski centar Tuzla radi objedinjavanje obrazovanja za sva zanimanja elektrotehničke struke u jednom školskom centru. Dotad su se učenici ove struke u Tuzli obrazovali u okviru dvije škole mješovitog tipa. S radom je počela od 1. rujna 1970.godine. Nastava se odvija na bošnjačkom jeziku i na srpskom jeziku.

## Vanjske poveznice
- Elektrotehnička škola Tuzla
- Facebook
- Webstranica skole  Arhivirana inačica izvorne stranice od 1. siječnja 2015. (Wayback Machine)